# Auburn (Michigan)
Auburn è un comune degli Stati Uniti d'America, situato nello Stato del Michigan, nella contea di Bay.